# 受胎告知 (ヴァザーリ)
『受胎告知』（じゅたいこくち、仏: L'Annonciation、英: Annunciation）は、イタリア・マニエリスム期の画家であり、『画家・彫刻家・建築家列伝』の著者でもあるジョルジョ・ヴァザーリが1565年ごろにポプラ板上に油彩で描いた絵画である。ナポレオン戦争中の1813年にフランス軍がイタリアから略奪して以降、パリのルーヴル美術館に所蔵されている。

## 作品

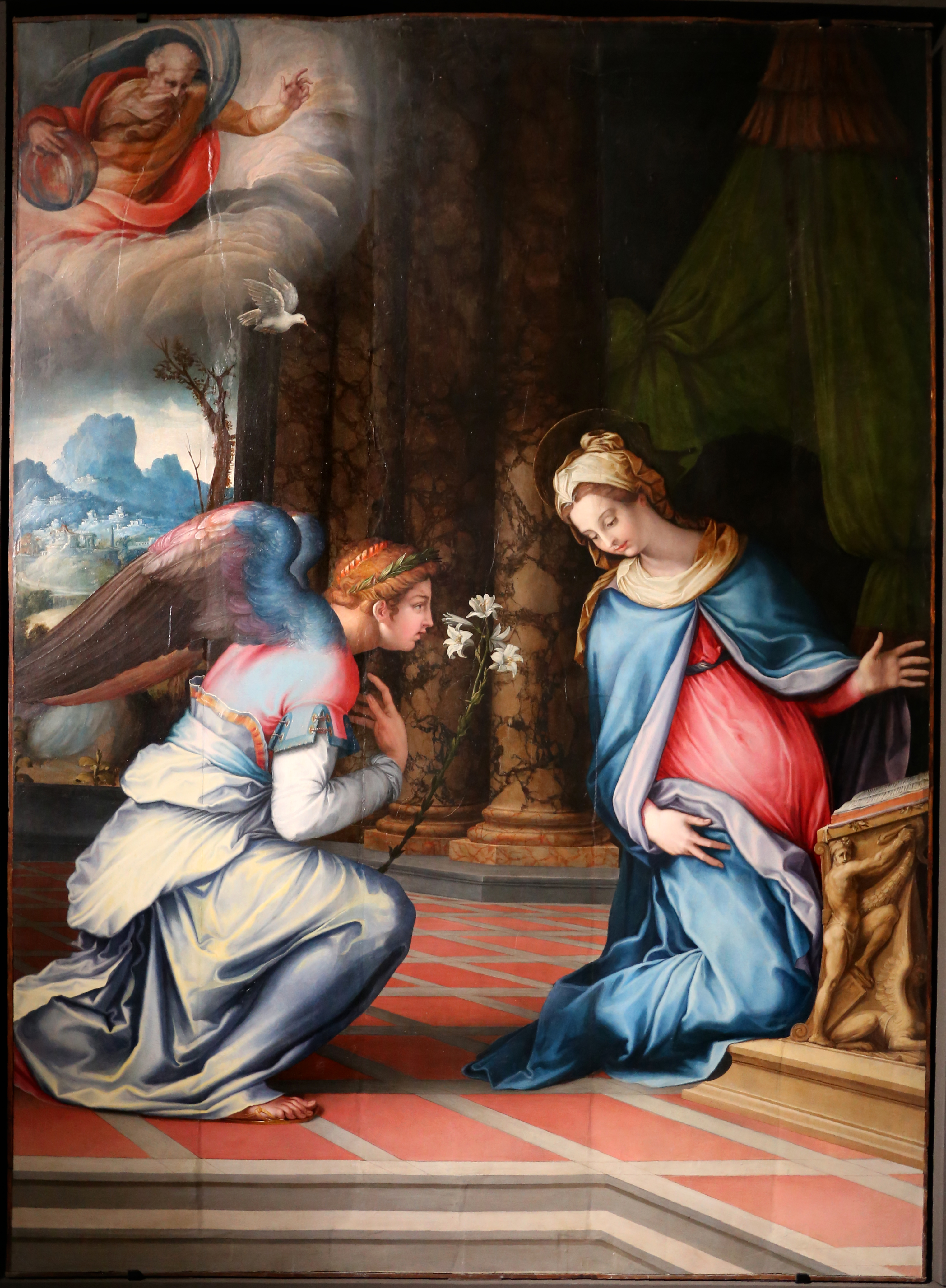
フランチェスコ・サルヴィアーティ『受胎告知』 (1534年ごろ)、サン・フランチェスコ・ア・リーパ教会、ローマ

本来、この絵画は、トスカーナ地方アレッツォのドミニコ会サンタ・マリア・ノヴェッラ教会の三連祭壇画中央パネルとして描かれた。聖ドナトスと聖ドミニコを描いた両翼パネルは現在、フィレンツェのカッサ・デル・リスパルミオにある。
絵画の主題は「マタイによる福音書」(1章) と「ルカによる福音書」 (1章26-38) から採られており、聖母マリアに大天使ガブリエルが聖霊の力で神の子であるイエス・キリストを懐妊したところを告げる「受胎告知」を表している
ヴァザーリは受胎告知を聖母の寝室での出来事として描いており、構図的にはより早い時期に制作されたアンドレア・デル・サルトとフランチェスコ・サルヴィアーティの作例を拠りどころとしている。聖霊を表すハトがまばゆい光の中、聖母の方へ飛んでくる。画面の大部分が白と赤の濃淡で表され、とことどころに緑がかったアクセントが加えられている。天使の差し出すユリも白く、それは聖母の純潔を象徴する。聖母と天使のよく練られたポーズは、ヴァザーリのマニエリスム的傾向を示している。